# Алава
А́лава або Ара́ба (ісп. Álava, баск. Araba) — провінція в Країні Басків на півночі Іспанії. Адміністративним центром провінції є місто Віторія-Гастейс, яке водночас є столицею автономної області Країна Басків. З трьох провінцій, які складають автономію, Алава є найбільшою за площею (2963 км²) і водночас найменш густонаселеною (309 635 осіб у 2008 році). Майже три чверті населення провінції проживає у столиці — Віторії.
Хоча і баскська, і іспанська назви провінції баскського походження, відповідно до законодавства Країни Басків обидві назви є офіційними, тобто Araba є офіційною назвою провінції баскською, а Álava — іспанською.
Алава, подібно до двох інших провінцій Країни Басків, має назву «історична територія» (ісп. territorio histórico, баск. lurralde historiko). Баскські провінції мають ширшу автономію порівняно з іншими провінціями Іспанії, наприклад, користуються правом стягувати податки.
Територія провінції поділяється на сім квадрилій (ісп. cuadrillas або ісп. comarcas баск. koadrilak, eskualdeak або баск. taldeak), які, своєю чергою, складаються з 51 муніципалітету.

## Муніципалітети Алави
| Іспанія | Це незавершена стаття з географії Іспанії. Ви можете допомогти проєкту, виправивши або дописавши її. |